# Ohrádka (Hostovice)
Rybník Ohrádka o rozloze vodní plochy 3,84 ha se nalézá asi 1 km severovýchodně od centra obce Hostovice v okrese Pardubice. Rybník je v současnosti využíván pro chov ryb a zároveň představuje lokální biocentrum pro rozmnožování obojživelníků v okolní zemědělské krajině.

## Galerie

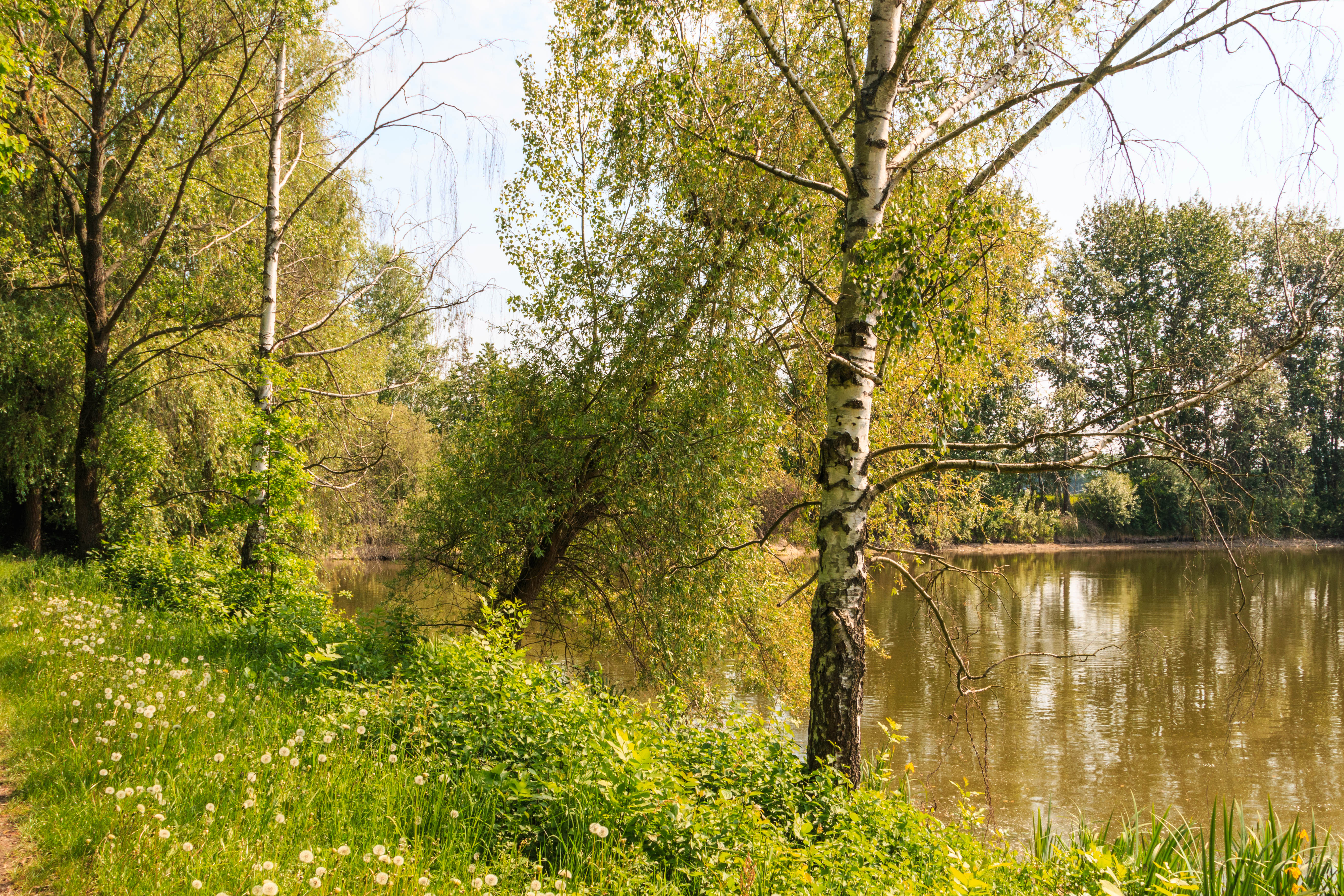
Pohled na rybník Ohrádka u Hostovic
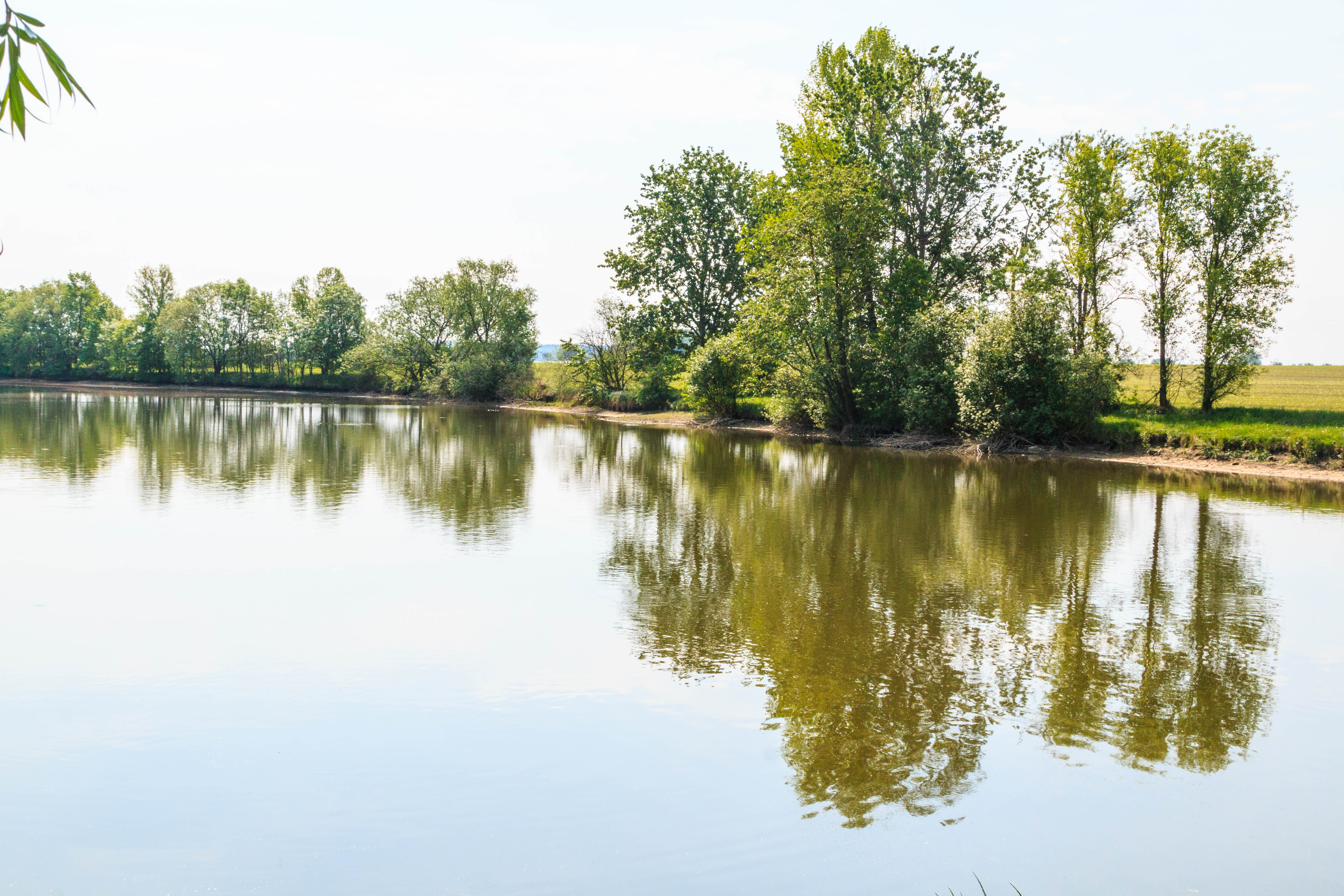
Pohled na rybník Ohrádka u Hostovic
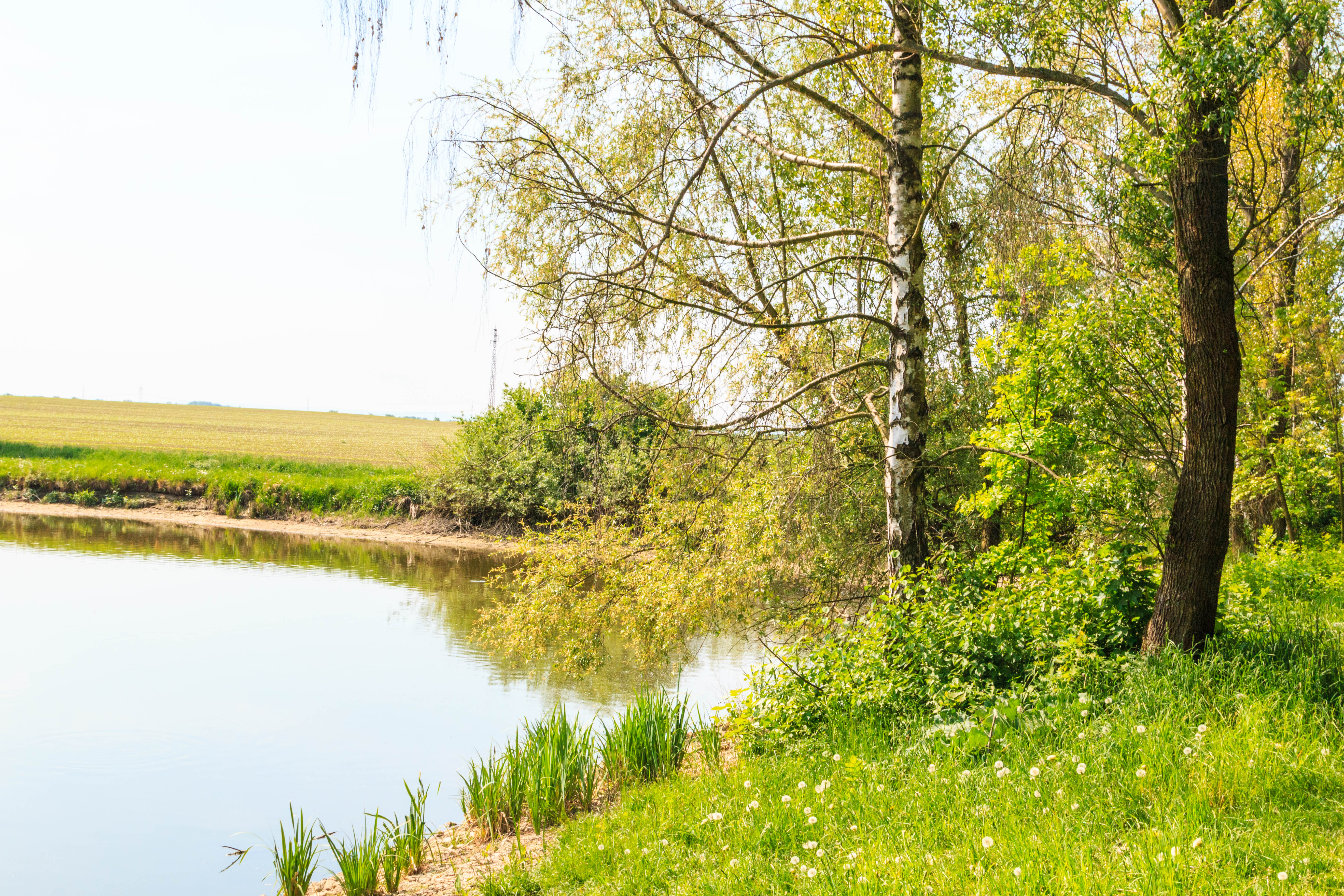
Pohled na rybník Ohrádka u Hostovic